# Coppa di Francia (pallanuoto femminile)
La Coupe de France (italiano: Coppa di Francia), noto a partire dal 2022 come Trophée Alice Milliat, è la coppa nazionale francese di pallanuoto femminile. Viene assegnata annualmente dalla Fédération Française de Natation (FFN).
La prima edizione risale al 2000. Il trofeo si assegna al termine di un torneo ad eliminazione diretta.

## Albo d'oro
- 2000:  Asptt Nancy
- 2001-2009: non disputata
- 2010:  Olympic Nice
- 2011:  Olympic Nice
- 2012: non disputata
- 2013:  Olympic Nice
- 2014-2021: non disputata
- 2022:  Lilla
- 2023:  Lilla
- 2024:  Lilla
- 2025:  Lilla

## Vittorie
| Pos. | Squadra      | Vittorie |
| ---- | ------------ | -------- |
| 1    | Lilla        | 4        |
| 2    | Olympic Nice | 3        |
| 3    | Asptt Nancy  | 1        |